# Pigeon à bec noir
Patagioenas nigrirostris
Espèce
Synonymes
- Columba nigrirostris

Statut de conservation UICN

 LC  : Préoccupation mineure
Le Pigeon à bec noir (Patagioenas nigrirostris), aussi dit Pigeon à bec court, est une espèce d'oiseaux appartenant à la famille des Columbidae.

## Description
Cet oiseau mesure 25 à 28 cm pour une masse de 130 à 250 g.
Il ressemble beaucoup au Pigeon rousset en plus petit. Son plumage présente une dominante plus roussâtre (moins roux cependant que le Pigeon vineux, autre espèce proche) sans bas-ventre blanc.
Le mâle est plus brun olive que l'espèce précédente sur le dos, les ailes et la queue. Le dessous de celle-ci est cannelle. Le cou est marqué par quelques iridescences pourpres. Les iris et les cercles oculaires sont rougeâtres. Le bec est noir et relativement court (d'où les deux noms spécifiques). Les pattes sont rougeâtres.
La femelle ne se distingue guère du mâle.

## Répartition
Cet oiseau se répand notamment à travers l'Amérique centrale.

## Habitat
Cet oiseau fréquente des milieux plus boisés que le Pigeon rousset jusqu'à 1 100 m d'altitude.

## Alimentation
Cet oiseau consomme des fruits, des baies et des insectes.